# Taquara
Taquara egy község (município) Brazília Rio Grande do Sul államában, a Paranhana-völgyben, Porto Alegre metropolisz-övezetében (Região Metropolitana de Porto Alegre, RMPA). Népességét 2021-ben 57 740 főre becsülték.

## Története
A Santo Antônio da Patrulha községben fekvő területet, ahol Taquara kialakult, 1814-ben kapta meg Antônio Borges de Almeida Leães királyi földadományként (sesmaria). 1845-ben felvásárolta Monteiro és Eggers gyarmatosító társasága, és itt alapította meg a Santa Maria do Mundo Novo kolóniát. Ezt három részre osztották: Baixa Santa Maria (a mai Taquara), Media Santa Maria (a mai Igrejinha) és Alta Santa Maria (a mai Três Coroas). 1846-ban telepesek érkeztek (tizenegy német, egy olasz, egy lengyel család). 1849-ben építették fel az első kőházat, 1874-ben pedig templomot. A helyet 1882-ben Santo Antônio da Patrulha kerületévé nyilvánították Taquara do Mundo Novo néven (a taquara jelentése bambusz; a gyarmatosítás idején az itt átfolyó Rio dos Sinos partját sűrű bambuszerdők borították). Ugyanebben az évben megalapították a Senhor Bom Jesus de Taquara do Mundo Novo egyházközséget.
1886-ban független községgé alakult Taquara do Mundo Novo néven. 1908-ban székhelyét várossá nyilvánították, neve Taquarára rövidült. A két világháború között a főként földműves település gyors ütemben fejlődött, az 1940-es években pedig a piretrum (egyfajta természetes rovarirtó) amerikai exportjával tettek szert gazdasági növekedésre. Az 1950-es évektől az emberek többsége a falvakból a városokba költözött, és ipari központok létesültek (ezek közül kiemelkedett a cipőgyártás).
Az évek során a nagy területű községben számos kerület alakult, ugyanakkor több kerület kivált, hogy önálló községekké váljanak (1944-ben Canela, 1954-ben Gramado, 1959-ben Três Coroas, 1964-ben Igrejinha, 1982-ben Parobé).

## Leírása
Székhelye Taquara, további kerületei Entrepelado, Fazenda Fialho, Padilha, Pega Fogo, Rio da Ilha, Santa Cruz da Concórdia.
Területe dombos, sziklás, erdős. Jó minőségű keményfa fajtákkal, többségében fenyővel van ellátva. Kedvelt idegenforgalmi célpont; a belváros 19. századi épületei igen tetszetősek, továbbá olyan turisztikai városok találhatóak a szomszédságában, mint Gramado és Canela. Fő látnivalók a Coronel Diniz Martins Rangel-palota, a Marechal Deodoro-tér, a Club-Comercial és a Banco da Província régi épületei, a katolikus (1920) és evangélikus (1935) templomok, a Vidal- és Laube-házak. A városközpont favázas épületei a német építészetet idézik.